# الترويج للخرافات والرموز القومية
يعدّ الترويج للخرافات والرموز القومية مجالًا بحثيًا يركز على الترويج والتسويق لأساطير ورموز الأمة. يمزج البحث بين نظريات التسويق، والتواصل
الثقافي، وعلم الاجتماع، والعلاقات العامة، وعلم العلامات. يؤدي إدراك الأساطير والرموز الداخلية للأمة (أو للمجموعة) إلى زيادة العلاقات الثقافية بين الأمم، وفقًا لهذه النظرية. يعود تاريخ استخدامها إلى ما قبل عام 1990، ويعود تاريخ مجال الدراسة إلى نحو عام 2000، ولكن لم يعطِ الباحثون لقبًا لهذا حتى عام 2009.
ترتبط مبادئ الترويج للخرافات والرموز القومية ببناء الهوية البصرية للأمم، ولكنها تختلف عنها. يتمثل الاختلاف الرئيسي بين المبدأين في أن بناء الهوية البصرية للأمم يهتم في المقام الأول برفع الصورة العالمية للأمة من أجل عائد اقتصادي أفضل، بينما يتركز اهتمام  الترويج للخرافات والرموز القومية بكشف وإظهار المعاني الكامنة وراء الأساطير والرموز الداخلية للأمة. بكلمات أخرى، فإن الهوية البصرية للأمة هي بيع أو ترويج لهويتها الخارجية، في حين أن الترويج للخرافات والرموز القومية هو الكشف عن الهوية الداخلية إما للمواطنين ليؤمنوا بها، أو لتحقيق علاقات عالمية أفضل بين الأمم.
ومن الأمثلة على ترويج الخرافات والرموز القومية تغيير الرموز على العملة، والنشيد الوطني (انظر، على سبيل المثال، مشروع النشيد الوطني من قبل الولايات المتحدة)، والإعلان في الحملات السياسية.

## المفاهيم الأساسية
الخرافة القومية هي قصة ملهمة أو نادرة من النوادر حول ماضي الأمة. كثيرًا ما تكون هذه الخرافات رمزًا وطنيًا هامًا وتؤكد مجموعة من القيم الوطنية. قد تتخذ الخرافة القومية  في بعض الأحيان شكل ملحمة وطنية، أو جزء من الدين المدني للأمة، أو أسطورة أو رواية خيالية، فتَرفع إلى مستوى أسطوري، ورمزي، ومحترم حتى تكون حقيقية للأمة. يمكن ببساطة المبالغة في تصوير الأحداث الحقيقية، أو حذف التفاصيل التاريخية المهمة، أو إضافة تفاصيل لا يوجد دليل عليها؛ أو قد تكون مجرد قصة خيالية لا يعتبرها أحد حقيقيًا، ولكنها تحتوي على المعنى الرمزي للأمة.
يتضمن الفولكلور القومي للعديد من الدول خرافة التأسيس، والتي تنطوي على نضال ضد الاستعمار أو حرب الاستقلال. تخدم الخرافات القومية العديد من الأغراض الاجتماعية والسياسية، مثل الدعاية التي ترعاها الدولة، أو الفضيلة المدنية الملهمة والتضحية بالنفس.
في بعض الحالات، يصبح معنى الأسطورة الوطنية محل خلاف بين مختلف شرائح السكان، مثل الأغلبية وجماعات الأقليات، ما يجعل الترويج والإعلان عن الخرافة القومية أمرًا ضروريًا.
أجرت المنظمة العالمية للملكية الفكرية عددًا من الندوات حول حماية الفولكلور، أي «أشكال التعبير الثقافي التقليدي»، بهدف منع «اختلاسها» عن طريق الترويج أو تسجيل براءات الاختراع أو العلامات التجارية أو حقوق النشر من قبل أشخاص آخرين.

## الأمثلة الحديثة
من الأمثلة الحديثة والواضحة استخدام «الرموز اليونانية الرومانية المدمجة في المسيحية» اعتبارًا من عام 2011 على ورقة اليورو. وضعت العديد من الدول أفكارها القومية في أموالها «من خلال تمييز الخرافات والرموز القومية». وُضعت صورة شارلمان المتوج على ورقة اليورو، لأنه «يُعرف بصفته أب أوروبا وبالتالي الاتحاد الأوروبي، مع تسمية المباني والغرف تيمنًا به». «الرمز المقبول لثقافة الاتحاد الأوروبي... يرمز إلى عمود الدوركي» ولكنه لا يمثل بالضرورة ثقافات أوروبا الأخرى (النرويجية، إلخ). أخيرًا فإن أوروبا سميت على اسم أوروبا التي كانت نصف إله، والعديد من رموزها تقوم على أشكال فنية فديمة يونانية. ولو انضمت تركيا إلى الاتحاد الأوروبي لربما كانت الصور الحالية موضع خلاف:
وفقًا لهوميروس، ولدت أوروبا في الشرق في آسيا الصغرى، أي الأناضول أو تركيا الحديثة. تحول زيوس إلى ثور أبيض واختطف أوروبا، فأمضت حياتها مع أولادهم الثلاثة في جزيرة كريت في اليونان. بعد وفاته، اعتبرت أوروبا أصل تلك الأرض. لإكمال هذه الدائرة، ينبغي على أوروبا الاعتراف بواجبات أبنائها وأسلافها تجاه أطفالها في آسيا الصغرى. إن مثل هذه الرموز من شأنها أن تفاقم وتديم سوء التفاهم المتبادل القائم بين تركيا والاتحاد الأوروبي. بغض النظر عن مدى رغبة كل منهما في فهم الآخر، فإن محاولاتهما ستكون ضبابية وغير فعالة في نهاية المطاف دون تعديل هذه الرموز.

_ هاتيجي ستكي
مثال آخر من عام 2011 هو أن اليابان بَنَتْ لنفسها طابعُا بصريًا نتيجةً لخبراتها العلمية والتقنية الزاخرة، والتي انهارت بعد الزلزال والتسونامي في 11 مارس، ثم الحوادث النووية. في صحيفة نيويورك تايمز، كتب ميتسويوشي نومانو، «حتى أن براعة اليابان العلمية والتقنية المبهرة اتخذت طابعًا باعتبارها نوعًا من الخرافات، وهذه الخرافة خدعت السياسيين وقادة الأعمال في البلاد».